# Ties of Blood and Water
"Ties of Blood and Water" és el dinovè episodi de la cinquena temporada de la sèrie de televisió de ciència-ficció estatunidenca Star Trek: Deep Space Nine, el 117è de tota la sèrie. Originalment es van emetre en redifusió a partir del 14 d'abril de 1997. El guió fou escrit per Robert Hewitt Wolfe i fou dirigit per Avery Brooks.
Ambientada al segle XXIV, la sèrie segueix les aventures a Espai Profund 9, una estació espacial situada prop d'un forat de cuc estable entre els Quadrants Alfa i Gamma de la Via Làctia, prop del planeta Bajor, mentre els bajorans es recuperen d'una brutal ocupació de dècades pels imperialistes cardassians. El Quadrant Gamma acull un imperi hostil conegut com el Domini, governat pels Fundadors que canvien de forma. A les temporades mitjanes de la sèrie, la Federació està amenaçada tant per l'Imperi Klíngon com pel Domini. En aquest episodi, la major bajorana Kira Nerys (Nana Visitor) s'enfronta als seus sentiments sobre la mort imminent de Tekeny Ghemor (Lawrence Pressman), un dissident cardassià al qual s'ha fet propera, mentre el nou govern del Domini de Cardassia intenta cooptar el seu llegat.

## Argument
Ghemor arriba a Espai Profund 9, després d'haver deixat Cardassia després que es coneguessin les seves activitats com a dissident. Kira espera ser la cara de la resistència contra el govern titella controlat pel Domini de Cardassia, però ell li diu que s'està morint. Desitja participar en el ritual de "shri-tal", una tradició cardassiana en què una persona moribunda revela els seus secrets a la resta de la família per utilitzar-los contra els seus enemics. Tria Kira per entrevistar-lo, ja que la considera de la família. El capità Sisko (Avery Brooks) l'anima a participar, ja que la informació de Ghemor podria ajudar molt la Federació i Bajor. Kira dubta al principi, recordant les ferides que el seu pare va patir a mans dels cardassians durant l'ocupació de Bajor. Tanmateix, accepta escoltar els secrets de Ghemor i utilitzar-los per al bé.
Gul Dukat (Marc Alaimo), el cap del govern del Domini de Cardassia, sol·licita l'extradició de Ghemor a Cardàssia, però Sisko el rebutja bruscament, al·legant que la Federació no reconeix la legitimitat del seu govern ni té un tractat d'extradició amb Cardàssia. Negant-se a acceptar un no per resposta, Dukat i el seu enllaç del Domini Weyoun visiten l'estació, amb la intenció d'emportar-se Ghemor amb ells. Dukat primer ofereix reunir Ghemor amb la seva filla perduda fa temps, i després dóna a Kira informació que implica que Ghemor va participar en una massacre de civils bajorans durant l'ocupació cardassiana. Finalment, lliura una ampolla de licor enverinat a les estances de Ghemor, però Sisko la intercepta.
Kira s'enfurisma amb Ghemor per amagar-li el seu passat i passa el mínim temps possible cuidant-lo. Tanmateix, més tard s'assabenta del cap de seguretat Odo que Ghemor només tenia dinou anys en el moment de la massacre, un soldat d'infanteria inexpert, i no hi ha proves que hagi matat ningú allà. Kira recorda que quan el seu propi pare va resultar greument ferit, va optar per participar en un contraatac en lloc de quedar-se amb ell, i va perdre la seva mort per minuts. En adonar-se que està deixant que la seva pròpia amargor passada taqui la seva relació amb Ghemor, torna al seu costat del llit i es queda fins que ell mor. Dukat insisteix que Sisko li lliuri el cos de Ghemor perquè Ghemor pugui rebre un funeral militar a Cardàssia, com a part de les intencions de Dukat de dir al públic que Ghemor es va retractar de la seva oposició al Domini al seu llit de mort. Sisko rebutja la petició i, en canvi, permet que Kira enterri Ghemor a Bajor al costat de la tomba del seu pare.

## Actors convidats
- Lawrence Pressman - Tekeny Ghemor
- Marc Alaimo - Gul Dukat
- Thomas Kopache - Taban
- William Lucking - Furel
- Jeffrey Combs - Weyoun

## Continuïtat
Aquest episodi és una seqüela de "Second Skin" de la tercera temporada, en què Kira va conèixer Ghemor i va establir un vincle amb ell com a resultat d'un complot de l'agència d'intel·ligència cardassiana en què li van fer creure que era la seva filla desapareguda.
L'episodi marca la segona aparició de Weyoun, un oficial vorta del Domini interpretat per Jeffrey Combs. Tot i que Weyoun va morir a l'episodi "To The Death", els productors van quedar impressionats pel personatge, així que els guionistes van establir en aquest episodi que els Vorta eren clons per tal de tornar a incorporar Combs al paper.

## Recepció
El 2018, SyFy va recomanar aquest episodi per la seva guia abreujada de visionat del personatge bajorà Kira Nerys.
Tor.com li va donar un 6 sobre 10.